# Курская митрополия
Ку́рская митропо́лия — митрополия Русской православной церкви, образованная в пределах Курской области. Включает в себя Курскую, Железногорскую и Щигровскую епархии. Образована 26 июля 2012 года постановлением Священного синода РПЦ.

## Митрополиты
- Герман (Моралин) (с 26 июля 2012 года)

## Епархии

### Железногорская епархия
Территория: Дмитриевский, Железногорский, Конышевский, Льговский, Фатежский и Хомутовский районов Курского области.
Правящий архиерей — епископ Железногорский и Льговский Паисий (Юрков).

### Курская епархия
Территория: Беловский, Глушковский, Золотухинский, Кореневский, Курский, Курчатовский, Медвенский, Обоянский, Октябрьский, Поныровский, Рыльский и Суджанский районов Курского области.
Правящий архиерей — митрополит Курский и Рыльский Герман (Моралин).

### Щигровская епархия
Территория: Горшеченский, Касторенский, Мантуровский, Пристенский, Советский, Солнцевский, Тимский, Черемисиновский и Щигровский районов Курского области.
Правящий архиерей — епископ Щигровский и Мантуровский Феогност (Ильницкий).